# Powiat Neumarkt in der Oberpfalz
Powiat Neumarkt in der Oberpfalz (niem. Landkreis Neumarkt in der Oberpfalz, Landkreis Neumarkt i.d.OPf.) – powiat w Niemczech, w kraju związkowym Bawaria, w rejencji Górny Palatynat, w regionie Ratyzbona.
Siedzibą powiatu Neumarkt in der Oberpfalz jest miasto Neumarkt in der Oberpfalz.

## Podział administracyjny
W skład powiatu Neumarkt in der Oberpfalz wchodzi:
- sześć gmin miejskich (Stadt)
- sześć gmin targowych (Markt)
- siedem gmin wiejskich (Gemeinde)
- jedna wspólnota administracyjna (Verwaltungsgemeinschaft)

Miasta:
| Lp. | Nazwa miasta              | Ludność (31.12.2011) | Powierzchnia km² |
| --- | ------------------------- | -------------------- | ---------------- |
| 1   | Berching                  | 8.525                | 131,18           |
| 2   | Dietfurt an der Altmühl   | 6.022                | 78,84            |
| 3   | Freystadt                 | 8.531                | 80,53            |
| 4   | Neumarkt in der Oberpfalz | 39.084               | 79,03            |
| 5   | Parsberg                  | 6.731                | 57,00            |
| 6   | Velburg                   | 5.144                | 175,65           |

Gminy targowe:
| Lp. | Nazwa gminy targowej | Ludność (31.12.2011) | Powierzchnia km² |
| --- | -------------------- | -------------------- | ---------------- |
| 1   | Breitenbrunn         | 3.397                | 70,79            |
| 2   | Hohenfels            | 2.050                | 137,10           |
| 3   | Lauterhofen          | 3.614                | 78,55            |
| 4   | Lupburg              | 2.334                | 30,68            |
| 5   | Postbauer-Heng       | 7.361                | 24,65            |
| 6   | Pyrbaum              | 5.639                | 50,28            |

Gminy wiejskie:
| Lp. | Nazwa gminy                        | Ludność (31.12.2011) | Powierzchnia km² |
| --- | ---------------------------------- | -------------------- | ---------------- |
| 1   | Berg bei Neumarkt in der Oberpfalz | 7.511                | 65,14            |
| 2   | Berngau                            | 2.515                | 27,13            |
| 3   | Deining                            | 4.296                | 71,37            |
| 4   | Mühlhausen                         | 4.563                | 36,96            |
| 5   | Pilsach                            | 2.720                | 47,72            |
| 6   | Sengenthal                         | 2.889                | 28,53            |
| 7   | Seubersdorf in der Oberpfalz       | 4.998                | 68,29            |

Wspólnoty administracyjne:
| Lp. | Nazwa wspólnoty administracyjnej | Ludność (31.12.2011) | Powierzchnia km² | Liczba gmin |
| --- | -------------------------------- | -------------------- | ---------------- | ----------- |
| 1   | Neumarkt in der Oberpfalz        | 8.124                | 103,31           | 3           |